# 利安·凱利
利安·凱利（英語：Liam Kelly；1990年2月10日—）是一位蘇格蘭足球運動員。在場上的位置是中場。他現在效力於英冠球隊考文垂。他也代表蘇格蘭各級青年國家足球隊參賽。

## 外部連結
- 足球数据库：Liam Kelly的球员统计数据